# Symphurus nigrescens
Symphurus nigrescens, noto in italiano come lingua di cane, è un pesce osseo marino della famiglia Cynoglossidae.

## Distribuzione e habitat
È diffuso nella fascia tropicale e subtropicale dell'Oceano Atlantico orientale e nel mar Mediterraneo, dove non è comune.
Fa vita bentonica su fondi mobili fino a 1000 metri di profondità ma normalmente non oltre i 300. Difficilmente risale sopra i 50 metri di profondità.

## Descrizione
Come tutti i pesci piatti questa specie ha corpo appiattito e asimmetrico, con gli occhi su un solo lato (lato oculare) mentre l'altro lato è depigmentato (lato cieco). Il corpo è abbastanza largo nella parte centrale ma si assottiglia rapidamente verso l'estremità posteriore. La larghezza massima del corpo è maggiore o uguale a 174 della sua lunghezza. La pinna dorsale e la pinna anale sono fuse con la pinna caudale come negli anguilliformi. Le pinne pettorali sono assenti. Il lato oculare è il sinistro. La pinna dorsale ha al massimo 90 raggi (in Symphurus ligulatus sono più di 100. Le scaglie sono piccole e cadono facilmente. Gli occhi sono piccoli e molto vicini.
Il colore è brunastro con macchie e aree scure e chiare disposte in maniera irregolare ed estremamente variabile. Le pinne dorsale ed anale sono scure, spesso con macchie più chiare disposte regolarmente.
Misura fino a 12 cm, le femmine sono più grandi dei maschi.

## Biologia

### Alimentazione
Si ciba di invertebrati bentonici.

### Riproduzione
Si riproduce in primavera, estate ed autunno. Le larve prima della metamorfosi hanno raggi allungati nella pinna dorsale.

## Pesca
Si cattura talvolta con le reti a strascico di alto fondale e, sebbene sia commestibile, non ha alcun valore commerciale o alimentare.